# JCSAT-17
JCSAT-17 es un satélite de comunicaciones geoestacionarias ordenado por SKY Perfect JSAT Group para ser diseñado y fabricado por Lockheed Martin en la plataforma A2100, con una vida útil de diseño de 15 años. Su carga útil se compone de transpondedores de banda S con un procesador flexible que le permitirá redirigir la capacidad para concentrarse en los esfuerzos de socorro en casos de desastre u otros eventos de gran volumen.
El lanzamiento de JCSAT-17 tuvo lugar el 18 de febrero de 2020 a las 22:18 UTC, a bordo de un cohete Ariane 5 ECA desde Kourou, Guayana Francesa.

## Historia
El 3 de febrero de 2016, Lockheed Martin anunció que SKY Perfect JSAT Group le había otorgado un contrato para fabricar JCSAT-17. Tendría una carga útil de banda S flexible y una vida útil de diseño de 15 años.
El 4 de enero de 2017, Arianespace anunció que JCSAT-17 volará a bordo de un cohete portador Ariane 5 en 2019.